# カラクーム運河

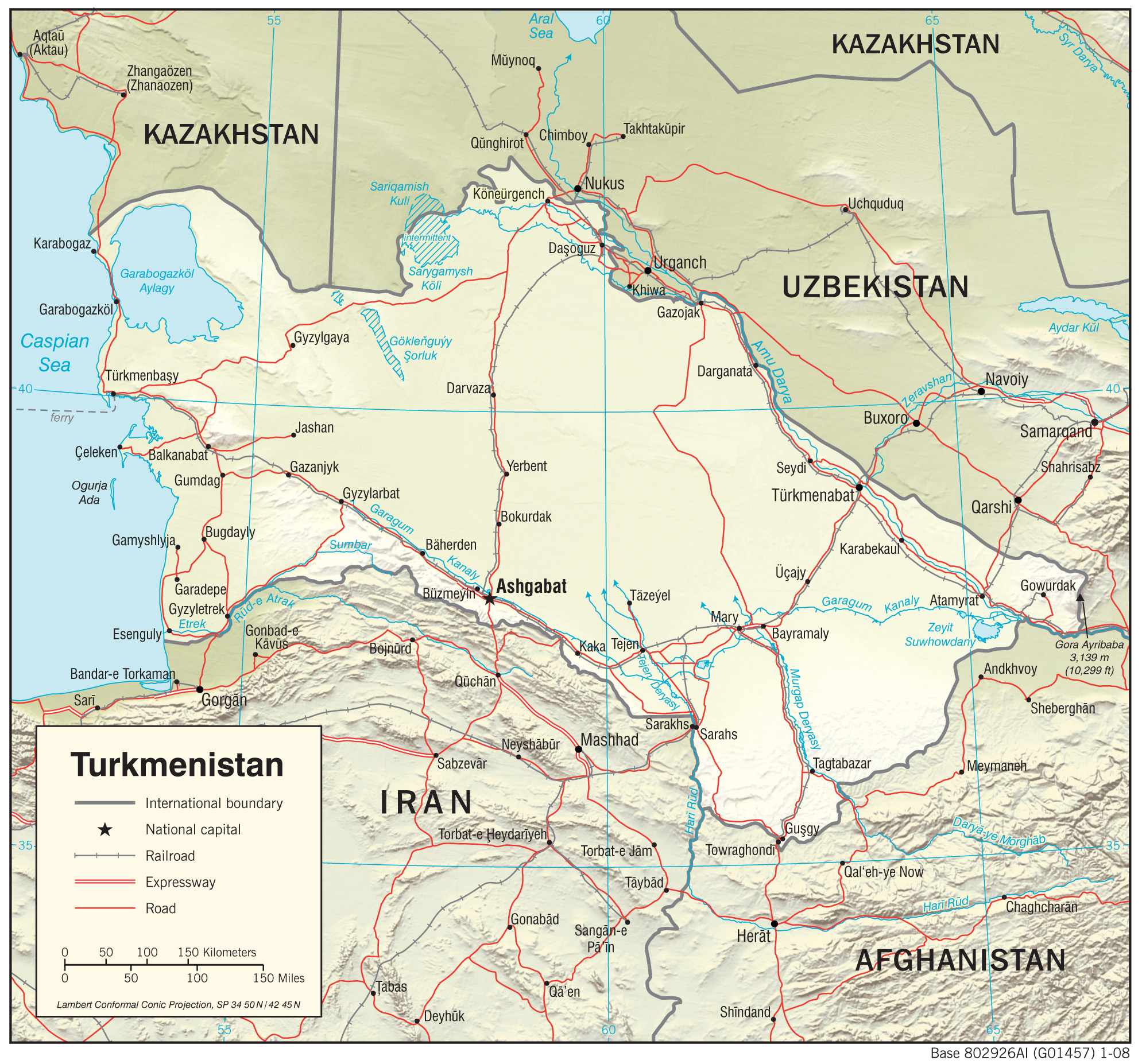
カラクーム運河（Garagum Kanaly）はウズベキスタンの最南東部にあるケルキの少し上流でアムダリア川から取水して、カラクム砂漠の南部を西へ流れ、マル（メルブ）付近でムルガーブ川の水流も合わせて、その後首都アシガバート付近ではイランとの国境のコペトダグ山脈の麓に沿って北西へ向かい、公式にはウズベキスタンほぼ最北西端のトルクメンバシでカスピ海に流入する計画とされているが、2022年時点の衛星写真を見ると、南下してイラン国境のクズレトレクでアトラック川に合流するよう水路が掘られているのが確認できる。ただし、カサンジクより下流は干上がった状態である

カラクーム運河（カラクームうんが、トルクメン語:Garagum derýasy、英語: Qaraqum Canal, ロシア語: Каракумский канал, Karakumsky Kanal）は、トルクメニスタンにある世界最大の灌漑および水道用の運河である。
1954年に建設が開始され、1959年に運用開始、1986年に現在運用されている部分が完成した。この運河は1,375キロメートル以上にわたり航行可能であり、年間13立方キロメートルの水をアムダリヤ川から取水してトルクメニスタンのカラクム砂漠を横断している（アムダリヤ川の水量の25%）。アシガバードの主要な給水源となっている。
ソビエト連邦はこの運河によって綿花のモノカルチャー大農場の建設を推進し、「砂漠を緑豊かな農地に変えた『社会主義の勝利』である」として喧伝した。しかし、運河は原始的な工法（手掘りで、河床の防水対策がなされていない）で構築されており、流れ込んだ水の半分が灌漑目的地に至る前に失われる構造となっていたことから、地下水位の上昇により大規模な塩害を引き起こした。スターリンの死後、運河の建設計画はほとんど破棄状態になり、またいったん開発された農地も、この塩害によって現在では広範囲にわたって放棄されている。さらに、アラル海の縮小という地球規模の環境破壊の主要因ともなっている。